# Медіастар
«Медіастар» — недержавне всеукраїнське суспільно-політичне інформаційне агентство та однойменне видання, що працює на ринку України з 2009 року. Агенству належить інформаційно-новинний портал Zaxid.net
Агентство виступає частим інформаційним спонсором благодійних та соціальних заходів.
Щороку за результатами експертного опитування визначає і складає рейтинг ТОП-100 найвпливовіших людей Львівщини.

## Історія
Засноване у 2009 році львівською журналісткою та художницею Зоряною Павлишин.
Напередодні місцевих виборів 2010 року проти інформагентства було здійснено провокацію: невідомі особи розповсюджували агітаційні передвиборні листівки у Львові з написом «Хто твій мер?», на яких було вказано доменне ім'я інтернет-ресурсу інформагентства.
У 2012 році «Медіастар» приєдналося до незадоволення всеукраїнських ЗМІ щодо скандального законопроєкту про наклеп і на знак протесту черговий номер видання за 27 вересня вийшов у друк з порожніми першими шпальтами.